# Harpactea mithridatis
Harpactea mithridatis este o specie de păianjeni din genul Harpactea, familia Dysderidae, descrisă de Brignoli, 1979. Conform Catalogue of Life specia Harpactea mithridatis nu are subspecii cunoscute.